# Balranald Shire
Koordinaten: 34° 37′ S, 143° 34′ O

Balranald Shire ist ein lokales Verwaltungsgebiet (LGA) im australischen Bundesstaat New South Wales. Das Gebiet ist 21.690,675 km² groß und hat etwa 2.200 Einwohner.
Balranald liegt im Südwesten des Staats an der Grenze zu Victoria am Murray River, etwa 850 km westlich der Metropole Sydney, 530 km östlich von Adelaide und 430 km nordwestlich von Melbourne. Das Gebiet umfasst die 12 Ortsteile und Ortschaften Balranald, Clare, Corrong, Hatfield, Mungo und Oxley sowie Teile von Arumpo, Booligal, Euston, Ivanhoe, Kyalite und Mossgiel. Der Sitz des Shire Councils befindet sich in der Stadt Balranald an der Südostgrenze der LGA, wo etwa 1.100 Einwohner leben.
Balranald wurde Mitte des 19. Jahrhunderts an einem Übergang über den Murrumbidgee River gegründet. Anfangs profitierte der Ort in geringem Maß vom Goldrausch in Victoria, aber erst gegen Ende des Jahrhunderts durch die Viehtransporte aus South Australia. Mit der Einrichtung einer zweiten Flussfähre und einer Zollstation, stieg die Einwohnerzahl auf mehrere Hundert. 1926 wurde die Stadt per Bahnlinie mit Victoria verbunden. Die Bahnlinie existiert heute nicht mehr, dafür liegt Balranald am Sturt Highway an der Verbindungsstrecke zwischen Sydney und Adelaide.
Schafzucht ist damals wie heute ein wichtiger Wirtschaftsfaktor der Region, hinzu kommt Weizen- und Obstanbau in den Flussnahen Gebieten. Auch die Forstwirtschaft spielt eine größere Rolle.
Die Nordwestgrenze des Shires geht durch die Willandra-Seenregion hindurch, die zum UNESCO-Welterbe gehört. Der wichtigste der 17 ausgetrockneten Seen, der Lake Mungo, und der zugehörige Mungo-Nationalpark liegen auf dem Gebiet von Balranald und sind aus archäologischer Sicht interessant. Dort sind unter anderem die ältesten Versteinerungen menschlicher Fußspuren weltweit zu finden.

## Verwaltung
Der Balranald Shire Council hat acht Mitglieder. Aus dem Kreis der Councillor rekrutiert sich auch der Mayor (Bürgermeister) des Councils.
Am 29. Januar 2020 löste die Staatsregierung den Council auf und ernannte ein Administrator zur Führung der Amtsgeschäfte. Dieser wurde mit der Wahl im September 2024 abgelöst.